# PlantUML
PlantUML je označení doménově specifického jazyka a patřičného překladače, které slouží k vytváření diagramů typu UML na základě zdrojového kódu ukládaného jako prostý text. Nástroj je napsaný v Javě a tedy poměrně přenositelný, mj. spustitelný na Linuxu a Microsoft Windows. Pro samotné vykreslování grafů využívá Graphviz. Je uvolněný pod licencí GNU GPL a tedy se jedná o svobodný software.

## Příklad

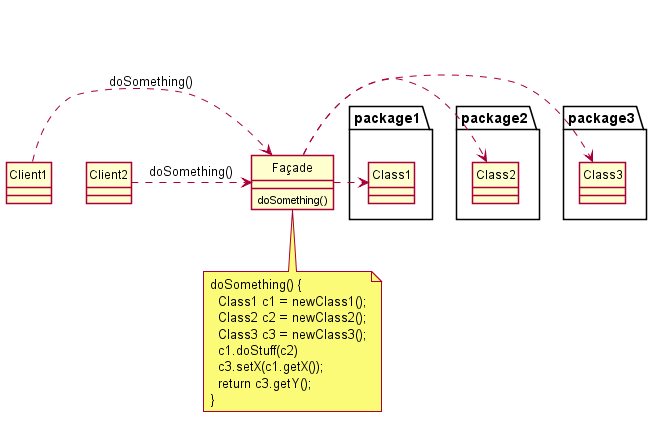
Třídový diagram zobrazující návrhový vzor fasáda.

Následující zdrojový kód vytvoří třídový diagram zobrazený na sousedícím obrázku:
```
skinparam
 
style
 
strictuml

class
 
Façade
 
{

 
doSomething
()

}

Façade
 
.
>
 
package1
.
Class1

Façade
 
.
>
 
package2
.
Class2

Façade
 
.
>
 
package3
.
Class3

Client1
 
.
>
 
Façade
 
:
 
doSomething
()

Client2
 
.
>
 
Façade
 
:
 
doSomething
()

note
 
as
 
N2

doSomething
()
 
{

  
Class1
 
c1
 
=
 
newClass1
();

  
Class2
 
c2
 
=
 
newClass2
();

  
Class3
 
c3
 
=
 
newClass3
();

  
c1
.
doStuff
(
c2
)

  
c3
.
setX
(
c1
.
getX
());

  
return
 
c3
.
getY
();

}

end
 
note

Façade
 
..
 
N2

```